# Murder Most Foul
Murder Most Foul (en francés: Lady détective entre en scène) es un film británico en blanco y negro, realizado por George Pollock y estrenado en 1964. Este film es una adaptación libre de la novela de Agatha Christie titulada Mrs McGinty's Dead, aunque en la misma pone en escena al personaje de Miss Marple, lo que no ocurre en la novela.
Es la actriz Margaret Rutherford quien toma el rol de 'Miss Marple' por tercera vez, luego de las obras fílmicas Murder, She Said (1961) y Murder at the Gallop (1963).

## Ficha técnica
- Título original: Murder Most Foul
- Título en francés: Lady détective entre en scène
- Realización: George Pollock
- Guionistas: David Pursall y Jack Seddon, según la novela de Agatha Christie titulada Mrs McGinty est morte
- Dirección artística: Frank White
- Fotografía: Desmond Dickinson
- Montaje: Ernest Walter
- Música: Ron Goodwin
- Producción: Ben Arbeid
- Producción delegada: Lawrence P. Bachmann
- Sociedad de producción: MGM British Studio y Lawrence P. Bachman Production
- Sociedad de distribución: Metro-Goldwyn-Mayer
- País de origen: Reino Unido
- Lengua: inglés
- Formato: Blanco y negro — 35 mm — Ratio 1.66:1 — Sonido monoaural (Westrex Recording System)
- Género: Comedia policial
- Duración: 90 minutos
- Fechas de estreno:
  -  Reino Unido: marzo de 1964 en los cines
  -  Estados Unidos: septiembre de 1964 en los cines

## Protagonistas
- Margaret Rutherford (VF: Marie Francey) : Miss Marple
- Ron Moody (VF: Gabriel Cattand) : H. Driffold Cosgood
- Charles 'Bud' Tingwell (VF: Michel Gudin) : Inspector Craddock
- Andrew Cruickshank: Crosby
- Megs Jenkins: Gladys Thomas
- Dennis Price (VF: Jean Michaud) : Agente teatral Harris Tumbrill
- Ralph Michael (VF: Lucien Bryonne) : Ralph Summers
- James Bolam (VF: Pierre Trabaud) : Bill Hanson, un actor
- Stringer Davis (VF: Teddy Bilis) : Jim Stringer
- Francesca Annis: Sheila Upward, una actriz
- Alison Seebohm: Eva McGonigall, una actriz
- Terry Scott: Agente de policía Wells
- Pauline Jameson (VF: Paula Dehelly) : Maureen Summers, la mujer de Ralph
- Maurice Good (VF: Pierre Garin) : George Rowton
- Annette Kerr: Dorothy, actriz y víctima del homicidio
- Windsor Davies: Sargento Brick
- Neil Stacy (VF: Daniel Crouet) : Arthur
- Stella Tanner: Flory, la propietaria

## En relación con el film
- La novela original Mrs McGinty's Dead pone en escena al detective Hércules Poirot como investigador principal, pero los productores de la película decidieron reemplazarlo por el personaje Miss Marple representado por la actriz Margaret Rutherford, como en el film precedente titulado Murder at the Gallop (en francés: Meurtre au galop).
Agatha Christie fustige le titre (Murder Most Foul) et exprime son mécontentement à son éditeur Collins.[7]
- En plus de Miss Marple (Margaret Rutherford), on retrouve les personnages de Jim Stringer (Stringer Davis) et l'Inspecteur Craddock (Charles 'Bud' Tingwell).
- Margaret Rutherford reprend le rôle de Miss Marple pour la troisième fois après Le Train de 16 h 50 (1962), Meurtre au galop (1963).